# Els Ampe
Els Ampe (Ostenda, 18 gennaio 1979) è una politica belga.

## Biografia
Els Ampe è cresciuta ad Ostenda e dopo aver completato gli studi secondari successivamente all'ateneo di Ostenda e Bruges, decide di proseguire gli studi in ingegneria civile presso la Vrije Universiteit Brussel (VUB) e un master in gestione integrata presso l'Université Libre de Bruxelles (ULB) e di stabilirsi definitivamente a Bruxelles.
È nel 2003 che muove i primi passi nel mondo politico con la creazione di Jong VLD Brussel, di cui sarebbe diventata la prima presidente. Nel 2004 si è presentata per la prima volta alle elezioni regionali a Bruxelles ed è diventata così la più giovane deputata al Parlamento della Regione di Bruxelles-Capitale. Siede nella Commissione per l'ambiente e nella Commissione per lo sviluppo territoriale e l'urbanistica. È diventata segretaria del Consiglio della Commissione della Comunità di lingua olandese (Raad van de Vlaamse Gemeenschapscommissie - VGC) e membro della Commissione per gli affari sociali della VGC. Dal 2006 è anche assessore alla Città di Bruxelles.
Dopo le elezioni regionali del 7 giugno 2009 Els Ampe è stata rieletta al parlamento di Bruxelles. Ottiene 1433 voti di preferenza nella lista Brussels Open Vld. Dopo quello del ministro di Bruxelles Guy Vanhengel, è il punteggio più alto di questa lista.
Da settembre 2009, Els Ampe è presidente del gruppo Open Vld nella Regione di Bruxelles-Capitale. Come membro, fa parte della Commissione Ambiente e della Commissione Affari Sociali. Nel Consiglio della Commissione della Comunità di lingua olandese, è membro della Commissione di cooperazione con i deputati del Parlamento fiammingo eletti nella Regione di Bruxelles-Capitale.
È stata la nona sostituta nella lista per la Camera dei rappresentanti alle elezioni del 13 giugno 2010. L'11 luglio 2010 ha interrotto il discorso del presidente del Parlamento fiammingo, Jan Peumans, gridando: Smettila, sporchi la reputazione dei fiamminghi con il tuo nazionalismo."
Nel 2011 ha ricoperto 11 mandati, di cui 7 retribuiti.
Nelle elezioni comunali del 2012 Els Ampe ha ottenuto un punteggio di 1.607 voti di preferenza, rendendola la politica di lingua olandese con il miglior punteggio nella Regione di Bruxelles-Capitale. Il 3 dicembre 2012 ha prestato giuramento come Assessore alla mobilità, ai lavori pubblici e al parcheggio della Città di Bruxelles.
Nelle elezioni del 25 maggio 2014 Els Ampe è stata rieletta per la terza volta al Parlamento di Bruxelles. Ha ottenuto 2.883 voti di preferenza nella lista Brussels Open Vld, ancora una volta il punteggio più alto dopo quello del ministro di Bruxelles Guy Vanhengel.
Si è candidata alla presidenza dell'OpenVLD nel maggio 2020, dopo una controversa campagna sui social condotta dalla sua seconda residenza a Ostenda (dove è confinata con la sua famiglia), durante la quale attacca in particolare i suoi colleghi e il governo federale per la gestione della crisi del coronavirus.
Els Ampe vive a Laeken ed è madre di 4 bambini.